# 達爾茲
達爾茲，又名伊迪里斯、伊迪里斯謝赫，是分布於印度、巴基斯坦和尼泊爾的穆斯林群體。在烏爾都語中達爾茲解作裁縫。

## 歷史與起源
達爾茲的傳統職業是裁縫，他們認為自己是先知以諾(伊迪里斯)的後裔。根據他們的傳統，伊德里斯學習的第一種技藝是縫紉，據說他們在德里蘇丹國初期定居南亞。他們幾乎都是遜尼派穆斯林，但在印度北部說烏爾都語各方言，在旁遮普地區說旁遮普語。

## 在印度
在印度，達爾茲基本上仍然是從事他們的傳統職業。現在許多城市中達爾茲都開服裝商店，或被紡織工業僱用，而在農村地區，現在許多人是自給農民。他們有一個傳統的社區委員會，行使一些社群管理的行為。
在北方邦西部的奧斯曼尼亞土耳其人也從事這個行業。他們是中亞土庫曼人的後裔，實際上是在印度歷史上突厥蘇丹國的後裔。他們與當地居民不同，仍保留他們中亞人的特徵，很少有鬍鬚但深目。他們現在大部分已經不再從事裁縫而要想成為高薪的專業人士如醫生，工程師，教授。他們還經營印度大型服裝企業諾伊達，通常情況下，他們使用“奧斯曼尼”或“烏丁”作為自己的姓氏，但最近，由於印度的種姓配額制度帶來的好處，他們也開始使用伊迪里斯稱呼自己。

## 在巴基斯坦
在巴基斯坦，達爾茲事實上分為兩個不同的社區:達爾希瓦里和切希姆巴。前者是來自印度德里和北方邦的莫哈吉爾人移民，它們都集中在港口城市卡拉奇。像他們的北印度的親屬，很多人現在已經開了小商店和企業。他們實行內婚制，遜尼派的達爾茲不會與什葉派的達爾茲結婚，而且雙方也要是謝赫分支。
而在旁遮普省的切希姆巴則多來自印度的旁遮普邦，主要從事農業和小生意。他們多是拉傑普特穆斯林一部分。他們完全是遜尼派，很多屬於迪奧班迪派。